# Gai Lutori Prisc
Gai Lutori Prisc (en llatí: Caius Lutorius Priscus) va ser un cavaller i poeta romà que va compondre un poema sobre la mort de Germànic Cèsar que es va fer famós. L'emperador Tiberi el va recompensar generosament.
Quan Drus Cèsar va emmalaltir l'any 21, va compondre un altre poema, pensant que si moria rebria encara un regal més gran per part de l'emperador, ja que Drus era el su propi fill, mentre que Germànic n'era el fill adoptiu. Va llegir el poema privadament davant d'algunes dames d'alt rang abans que a l'emperador, i aquest se'n va assabentar. Va ser denunciat davant el senat, que desitjós d'acontentar la família imperial, el va condemnar a mort sense consultar l'emperador, i Prisc va ser executat immediatament.
Això va molestar a Tiberi, no tant per salvar la vida de Prisc, sinó pel fet de què el senat podia fer matar una persona sense comptar amb l'emperador. Tiberi va fer decretar que endavant els decrets del senat s'haurien de dipositar a l'erari a partir de deu dies després de la seva adopció, i fins al dipòsit no es podrien complir, segons diu Tàcit. Plini el Vell explica que aquest Gai Lutori Prisc va pagar a Sejà la quantitat de cinquanta milions de sestercis (quinquenties sestertium) per un eunuc de nom de Paezon.